# Herpsilochmus motacilloides
Formigueirinho-de-barriga-creme ou chorozinho-de-ventre-cremoso (Herpsilochmus motacilloides) é uma espécie de ave da família Thamnophilidae.
É endémica do Peru.
Os seus habitats naturais são: regiões subtropicais ou tropicais húmidas de alta altitude.